# Фтордихлорсилан
Фтордихлорсилан — неорганическое соединение,
фтор- и хлорпроизводное моносилана с формулой SiHCl2F,
бесцветный газ.

## Получение
- Реакция трихлорсилана и трифторида сурьмы в присутствии катализатора:

{\displaystyle {\mathsf {3SiHCl_{3}+SbF_{3}\ {\xrightarrow {SbF_{5}}}\ 3SiHCl_{2}F+SbCl_{3}}}}
продукты реакции разделяют фракционной перегонкой.

## Физические свойства
Фтордихлорсилан образует бесцветный газ.